# منتخب إيطاليا لهوكي الحقل للسيدات
منتخب إيطاليا الوطني لهوكي الحقل للسيدات (بالإيطالية: Nazionale di hockey su prato femminile dell'Italia)‏ هو ممثل إيطاليا الرسمي في المنافسات الدولية في هوكي الحقل للسيدات.